# Dave Smith Instruments

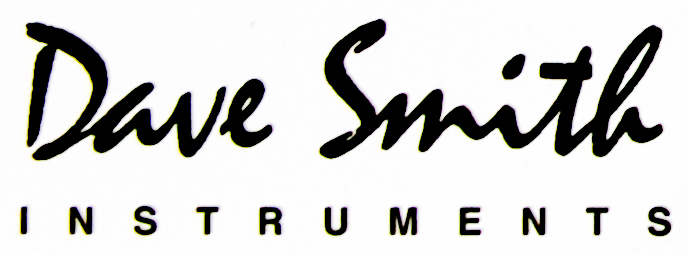
Logo de Dave Smith Instruments

Dave Smith Instruments est un fabricant américain de synthétiseurs, notamment du célèbre synthétiseur  prophet. Il a produit en particulier le Prophet '08.